# A Stitch for Time
A Stitch for Time è un documentario del 1987 diretto da Nigel Noble candidato al premio Oscar al miglior documentario.